# Áp thấp nhiệt đới 19-E (2018)
Áp thấp nhiệt đới 19-E là một cơn xoáy thuận nhiệt đới yếu gây ra lũ lụt trên khắp Tây Bắc México và một số bang ở Hoa Kỳ. Nineteen-E bắt nguồn từ một cơn sóng nhiệt đới rời bờ biển phía tây châu Phi vào ngày 29 đến 30 tháng 8. Nó tiếp tục đi về phía tây, vượt qua Trung Mỹ và tiến vào đông bắc Thái Bình Dương vào ngày 7 tháng 9. Sau đó, nó uốn khúc về phía tây nam Mexico trong vài ngày tới khi nó tương tác với một máng từ trung bình đến cao hơn. Trung tâm Bão quốc gia (NHC) tiếp tục theo dõi sự xáo trộn trong vài ngày tới khi nó di chuyển về phía bắc. Một máng trên bề mặt được phát triển trên bán đảo Baja California vào ngày 18 tháng 9. Mặc dù vô tổ chức và gần đất liền, sự xáo trộn đã phát triển thành áp thấp nhiệt đới ở Vịnh California vào ngày 19 tháng 9, sau khi đã phát triển một trung tâm lưu thông và đối lưu tập trung hơn. Hệ thống đạt đỉnh với sức gió tối đa là 35   mph (55   km/h) và áp suất trung tâm tối thiểu 1002 mbar (29,59 inHg).
Một ngày sau khi hình thành, trầm cảm nhanh chóng xấu đi và tan biến sau khi đổ bộ vào Sonora. Nhìn chung, trầm cảm ảnh hưởng đến mười một bang của Mexico, với lượng mưa lớn và lũ lụt xảy ra ở Baja California Sur, Sinaloa và Sonora. Mười ba cá nhân đã bị giết ở Chihuahua, Sinaloa và Sonora, và thiệt hại nông nghiệp hơn 40 triệu USD đã được ghi nhận. Ngoài ra, lượng mưa quá mức dẫn đến ngập lụt ít nhất 300.000 cấu trúc ở Sinaloa. Thiệt hại do lũ lụt ước tính lên tới hàng trăm triệu (USD). Ngoài ra, độ ẩm còn sót lại từ Nineteen-E đã dẫn đến lũ lụt nghiêm trọng tại các bang Arizona, Texas, Oklahoma và Arkansas của Hoa Kỳ và cái chết của một người. Ước tính thiệt hại tổng cộng khoảng 250 triệu đô la (USD) tại các tiểu bang nói trên. Ngoài ra, thiệt hại nhỏ đã được báo cáo ở New Mexico.

## Lịch sử khí tượng
Áp thấp nhiệt đới Nguồn gốc của 19-E có thể bắt nguồn từ một đợt sóng nhiệt đới khởi hành từ bờ biển phía tây châu Phi vào giữa ngày 29 và 30 tháng 8. Vào ngày 31 tháng 8, nó đã tạo ra áp thấp nhiệt đới Six, sau này trở thành cơn bão Florence. Làn sóng tiếp tục theo dõi về phía tây ở vĩ độ thấp, bỏ lại Florence ở phía đông Đại Tây Dương nhiệt đới. Làn sóng cuối cùng đã di chuyển qua Trung Mỹ và vượt qua vùng đông bắc Thái Bình Dương vào ngày 7 tháng 9. Làn sóng sau đó chậm lại và nhàn nhã di chuyển về phía tây, phía nam México trong tuần tới hoặc lâu hơn. Trong khi đó, một máng sóng ngắn cấp trung rơi xuống phía Nam từ Hoa Kỳ, vào Mexico ngày 9 tháng 9. Máng tiếp tục theo dõi về phía nam trong vài ngày tới và một mức thấp từ trung bình đến thấp phát triển ngay phía nam mũi phía nam của bán đảo Baja California vào ngày 12 tháng 9. Trong khoảng thời gian đó, NHC lưu ý hệ thống này có tiềm năng phát triển nhiệt đới trong tương lai. Thấp di chuyển về phía tây nam trong vài ngày tới. Máng và một hơi ẩm ùa về phía bắc về phía bán đảo Baja California ngay khi làn sóng nhiệt đới đang đến. Một diện tích áp thấp hình thành vài trăm dặm về phía nam của bờ biển phía nam của Mexico vào ngày 14 Tháng 9 lúc 12:00 giờ UTC. Một máng trên bề mặt với hướng từ bắc xuống nam được phát triển trên Baja California Sur vào ngày 18 tháng 9 với những cơn giông đã phát triển từ vùng nhiệt đới sâu đến Vịnh California.
Sự xáo trộn đã di chuyển vào Vịnh California vào ngày 19 tháng 9. Một trung tâm lưu thông và đối lưu tập trung hơn hình thành dọc theo máng. Mặc dù sức gió mạnh hơn và sự gần gũi với đất liền, sự xáo trộn đã củng cố thành áp thấp nhiệt đới vào khoảng 12:00 UTC. Nguồn gốc của 19-E thật bất ngờ, đã xảy ra sau khi NHC hạ cấp cơ hội hình thành trong 5 ngày xuống mức thấp. NHC tuyên bố rằng 19-E là cơn bão nhiệt đới đầu tiên hình thành trên Vịnh California dựa trên các hồ sơ có từ năm 1949. Sáu giờ sau, sức gió tối đa của trầm cảm lên đến 35   mph (55   km/h). Trong khoảng thời gian đó, NHC lưu ý rằng các đặc điểm dải đã trở nên rõ ràng hơn một chút và một khu vực đối lưu mạnh đã có mặt trong hình bán nguyệt phía đông. Vào lúc 00:00 UTC ngày 20 tháng 9, áp lực trung tâm tối thiểu của trầm cảm giảm xuống 1002 mbar (29,59 inHg). Vào khoảng 03:00 UTC, Nineteen-E đã đổ bộ vào giữa các thành phố Ciudad Obregón và Guaymas ở Sonora. Sau khi di chuyển lên bờ, địa hình gồ ghề của Sonora nhanh chóng làm suy yếu trầm cảm. Sáu giờ sau khi hạ cánh, NHC lưu ý rằng sự đối lưu của trầm cảm đã mang một cái nhìn tuyến tính hơn và nó đã mất đi sự lưu thông bề mặt khép kín. NHC báo cáo rằng Nineteen-E đã tiêu tan vào khoảng 12:00 UTC ngày hôm đó. Tàn dư của 19-E tiếp tục di chuyển về phía bắc, trong khi gây ra lũ lụt nghiêm trọng ở Mexico. Sau khi vào Hoa Kỳ, tàn dư theo dõi về phía đông và hút ẩm từ Vịnh Mexico, gây ra lũ quét ở một số bang.

## Đổ bộ

### Mexico
| Quốc gia                                      | Tiểu bang | Khu vực      | Lượng mưa           |
| --------------------------------------------- | --------- | ------------ | ------------------- |
| Mexico                                        | Sinaloa   | Một ngôi nhà | 15,06 in (382,5 mm) |
| Mexico                                        | Sinaloa   | Khỉ          | 14,15 in (359,4 mm) |
| Mexico                                        | Sinaloa   | El Carrizo   | 10,67 in (271,0 mm) |
| Mexico                                        | Sinaloa   | Culiacán     | 10,65 in (270,4 mm) |
| Hoa Kỳ                                        | Oklahoma  | Hạt Johnston | 15,81 in (401,6 mm) |
| Hoa Kỳ                                        | Oklahoma  | Bức tường đá | 15,50 in (393,7 mm) |
| Hoa Kỳ                                        | Oklahoma  | Fittstown    | 15,04 in (382,0 mm) |
| Hoa Kỳ                                        | Oklahoma  | Nhân mã      | 10,82 in (274,8 mm) |
| Hoa Kỳ                                        | Texas     | Bonham       | 8,85 in (225 mm)    |
| Hoa Kỳ                                        | Texas     | McKinney     | 8,71 in (221 mm)    |
| Tài liệu tham khảo cho các giá trị lượng mưa: |           |              |                     |

Áp thấp nhiệt đới 19-E gây ra lũ lụt trên khắp vùng tây bắc México. Tổng cộng, ít nhất mười một bang của Mexico đã bị ảnh hưởng bởi trầm cảm, với Baja California Sur, Sonora và Sinaloa bị ảnh hưởng nặng nề nhất. Lượng mưa lớn đã ảnh hưởng đến bán đảo Baja California trong vài ngày trước khi sự hình thành xảy ra vào ngày 19 tháng 9 thông qua sự tiêu tan của hệ thống. Cơ quan Khí tượng Quốc gia Mexico báo cáo rằng Baja California Sur đã nhận được lượng mưa lớn, với tổng số xấp xỉ 2,8–3,9 in (70–100 mm)     và giá trị cách ly lên tới 4,9 in (124 mm)     được báo cáo ở phần phía nam của tiểu bang. Vào ngày 19 tháng 9, với dự đoán về các tác động nguy hiểm từ 19-E, một cảnh báo xanh đã được đưa ra ngoài khơi Mexico.
Vào ngày 20 tháng 9, vùng trũng đã đổ bộ vào Sonora, Mexico. Những cơn mưa xối xả liên quan đến trầm cảm là dữ dội nhất ảnh hưởng đến nhà nước trong thập kỷ qua. Theo Conagua, Ủy ban Nước Quốc gia, hơn 7,9 in (200 mm)     mưa rơi trong khoảng thời gian 10 giờ ở một số địa điểm. Ít nhất 13 đô thị ở Sinaloa đã nhận được lượng mưa lớn, với tổng số 5,5 in (140 mm)     được ghi nhận tại El Cazanate. Tại thành phố Nogales, hơn 300 tấn bùn, đá và rác thải đã được loại bỏ khỏi các con đường để làm cho chúng có thể qua lại cho các phương tiện. Ngoài ra, hai thi thể đã được cảnh sát Nogales thu hồi sau khi bị kéo qua biên giới, vào Arizona, bởi những dòng chảy mạnh. Hơn 100 người đã được cứu thoát khỏi lũ lụt và tổng số người bị ảnh hưởng ước tính lên tới hàng trăm ngàn. Giao thông trên Quốc lộ Liên bang 15 ở phía Nam Sonora bị gián đoạn khi dòng nước mạnh chảy qua đường. Nhà chức trách đã sử dụng phương tiện truyền thông xã hội để cảnh báo công chúng tránh xa đường cao tốc. Ngoài ra, 30 người đã được giải cứu khỏi một chiếc xe buýt chở khách bị kẹt giữa các con suối.
Ở Sinaloa, một người đã bị giết trong cộng đồng Goritos, nơi 14,150 in (359,41 mm)     mưa rơi. Ở Culiacán, có tổng cộng sáu trường hợp tử vong. Một người chết đuối sau khi mưa lớn xảy ra. Ngoài ra, ba người được coi là mất tích sau khi bị nước lũ cuốn trôi và được cho là đã chết. Hai cái chết gián tiếp xảy ra do điện giật. Các lớp học ở tất cả các cấp giáo dục đã bị hủy bỏ ở một số thành phố do lũ lụt. Nhiều con đường đã bị hư hại, với các hố sụt xuất hiện trên Quốc lộ Liên bang 15. Hơn 16.000 người đã được sơ tán và 13 nơi trú ẩn đã được thiết lập do lũ lụt nghiêm trọng. Hơn nữa, một chuyến tàu chở hàng bị trật bánh khi đi du lịch từ Trạm Retes để Techa trong Mocorito. Thiệt hại cho nông nghiệp vượt quá 800 triệu peso (41 triệu USD) ở Sinaloa sau khi 14.000 hécta (35.000 mẫu Anh) các lĩnh vực nông nghiệp và cơ sở hạ tầng thủy điện bị ngập. Tổng cộng, hơn 500.000 con chim và 15.000 đầu gia súc, dê và lợn đã bị giết và bị dòng nước của dòng sông nhấn chìm. Kết quả là, khoảng 58.000 việc làm đã bị ảnh hưởng. Hơn 300.000 cấu trúc đã bị ngập ở Sinaloa, bao gồm 160 trường học; tại thành phố ven biển Los Mochis, 70.000 tòa nhà đã bị hư hại. Aon ước tính thiệt hại do lũ lụt ở Sinaloa là hàng trăm triệu (USD).
Tại bang Chihuahua, ba người được báo cáo đã chết. Một người đàn ông 51 tuổi và một phụ nữ 45 tuổi bị chết đuối tại thành phố Satevó sau khi bị dòng nước mạnh kéo đi. Tại Namiquipa, thi thể của một người đàn ông 45 tuổi đã được phục hồi sau khi anh ta chết đuối trong khi cố gắng vượt qua một dòng suối. Lượng mưa ở phía tây nam của bang là 2,0–3,9 in (50–99 mm), với một vùng nhỏ báo cáo lên tới 7,8 in (199 mm). Tại Guanajuato, mưa lớn đã buộc phải mở lại lũ lụt tại đập Ignacio Allende.

### Hoa Kỳ

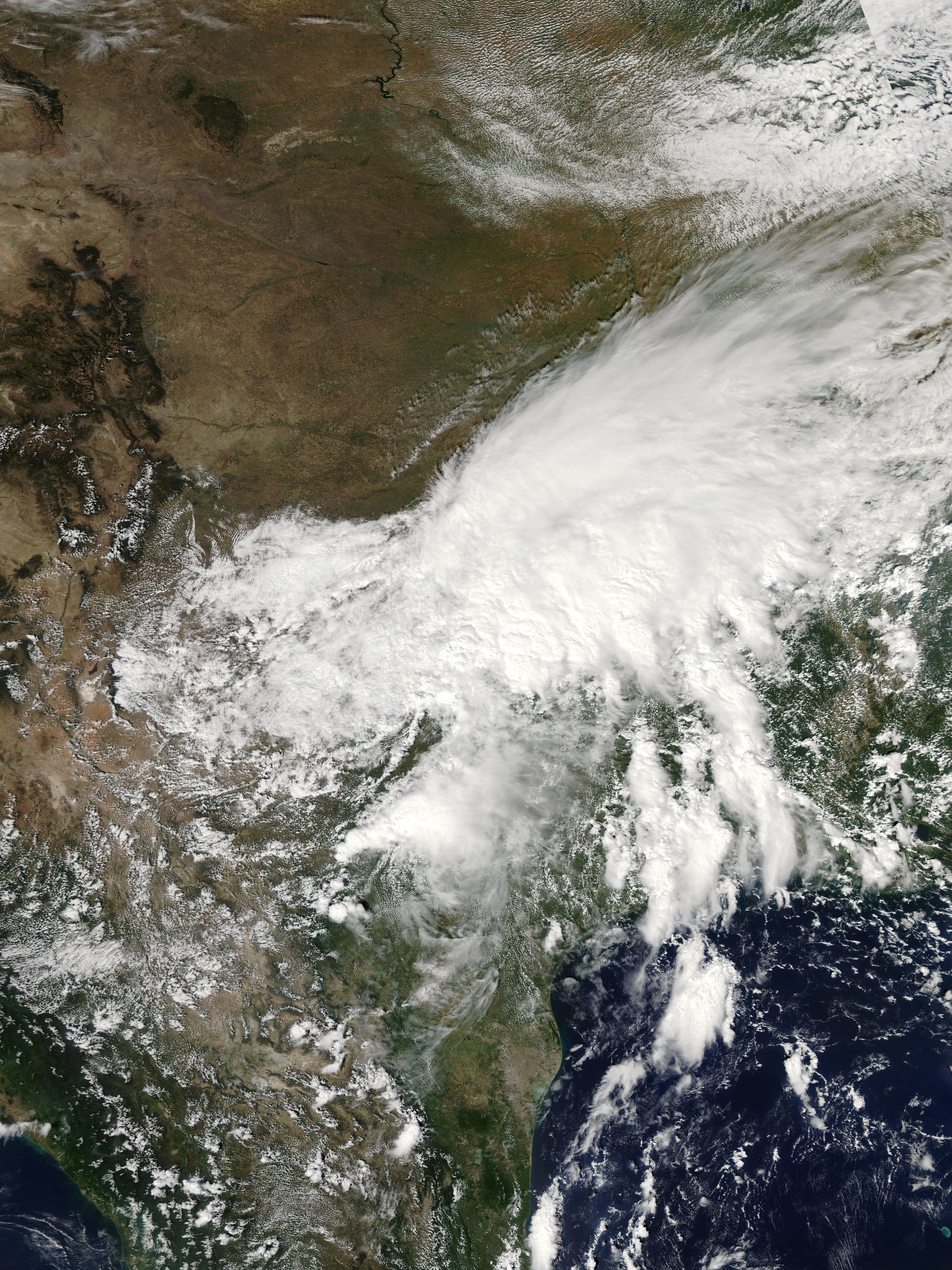
Tàn dư của áp thấp nhiệt đới 19-E ở miền Trung Hoa Kỳ vào ngày 21 tháng 9

Độ ẩm còn lại sau tàn dư của 19-E cũng gây ra lũ lụt tại Mỹ bang Arizona, Texas, Oklahoma và Arkansas sau khi vẽ sức mạnh từ Vịnh Mexico. Ở những bang đó, ước tính thiệt hại tổng cộng khoảng 250 triệu đô la (USD). Thiệt hại tối thiểu cũng được báo cáo ở bang New Mexico.
Tại Arizona, 19-E gây ra lũ quét tại nhiều địa điểm vào ngày 19 tháng 9. Khoảng 2–3 in (51–76 mm)     mưa rơi gần Sahuarita, gây ra tới 2 ft (0,61 m) rửa     khiến một số cá nhân mắc kẹt trong xe của họ. Trong Thatcher, 1,5–2,5 in (38–64 mm)     mưa rơi, khiến hai ngôi nhà bị ngập lụt. Ngoài ra, nhiều con đường bị ngập sau khi một kênh thoát nước tràn. Một số phòng ký túc xá tại Đại học Đông Arizona bị ngập lụt, cùng với một số căn hộ trong khu vực. Gần chuông bạc, 3 ft (0,91 m)     nước chảy qua ngã tư của hai con đường. Gần Vicksburg, mưa lớn đã gây ra lũ quét, dẫn đến việc đóng cửa con đường gần Xa lộ Liên tiểu bang 10. Nó cũng được báo cáo rằng 1,56 in (40 mm)     mưa rơi ở Tucson, nơi một người đi bộ gần Pantano Wash được giải cứu sau khi vượt qua vùng nước dâng cao. Ở New Mexico, có thông tin rằng một cây gỗ bông lớn đã thổi xuống gần căn cứ không quân Kirtland sau cơn gió 50 hải lý trên giờ (58 mph; 93 km/h)     xảy ra. Thiệt hại đã được báo cáo ở mức khoảng $ 1.000 (USD). Dịch vụ thời tiết quốc gia tuyên bố rằng không có thiệt hại nào khác được báo cáo cho New Mexico. Ở Albuquerque, tổng lượng mưa cao nhất là 1,40 in (36 mm)     đã được báo cáo.
Ở Texas, 19-E mang theo những cơn mưa xối xả gây ra lũ lụt đáng kể ở nhiều khu vực. Ở Everman, ngoại ô Fort Worth, nước được báo cáo lên tới 6 ft (1,8 m)     sâu ở những nơi. Hơn 60 ngôi nhà bị ngập, khiến nhiều người phải sơ tán. Vào ngày 23 tháng 9, thi thể của một thanh niên 23 tuổi đã được phục hồi từ một con lạch ở Fort Worth. 14 người đã được giải cứu khỏi những chiếc xe bị hỏng ở khu vực Dallas -Fort Worth. Gần Austin, 61 người từ một địa điểm tổ chức đám cưới đã được các nhân viên cứu hỏa giải cứu. Ngoài ra, Khu nghỉ mát RV Shady River ngoài Quốc lộ 29 và gần Xa lộ Liên tiểu bang 35 đã được sơ tán. Ở Arlington, một người đàn ông 23 tuổi bị chết đuối sau khi bị cuốn khỏi một cây cầu. Tại sân bay quốc tế Dallas-Fort Worth, hơn 8 in (200 mm)     mưa rơi. Tại Dallas, 15 người, trong đó có 5 sĩ quan cảnh sát, đã được giải cứu khỏi vùng nước dâng cao. Ngoài ra, tại Killeen, 34 bệnh nhân đã được sơ tán khỏi Bệnh viện Metroplex sau khi bị sét đánh làm mất điện cho cơ sở. Một số con đường ở Nolan, Jones, Tom Green,, Uvalde, Rockwall, Fannin , Sutton và Schle Rich Count đã bị đóng cửa do lũ lụt và thiệt hại. Gần Farmersville, nước cao dọc theo một cây cầu đường sắt dẫn đến trật bánh tàu hỏa. Trong khi không ai bị thương, nhiều toa tàu chở hàng đã đi ra khỏi đường ray. Ở Electra, nước lên tới 1 ft (0,30 m)     sâu đã chảy trên nhiều đường phố. Tại thành phố Knox, một chiếc xe bị đình trệ sau khi tài xế của nó cố lái xe qua vùng nước lũ. Ngoài ra, Sonora đã đạt 25 ft (7,6 m)     bức tường nước sau khi đập tràn đến một số đập được kích hoạt. Nước ngập tất cả các điểm truy cập vào thị trấn, ngăn những người phản ứng đầu tiên xâm nhập. Hơn 250 ngôi nhà trong làng bị hư hại hoặc bị phá hủy bởi nước lũ.
Ở Oklahoma, 19-E gây ra lũ lụt trên diện rộng sau khi đổ một lượng mưa lớn. Tổng lượng mưa cao nhất được ghi nhận ở vùng cực bắc Johnston là khoảng 15,81 in (402 mm). Tại hạt Pontotoc, bốn cuộc giải cứu nước đã được tiến hành và tình trạng khẩn cấp được tuyên bố là lượng mưa và lũ lụt liên quan đến 19-E khiến nhiều con đường gần thành phố Ada không thể di chuyển. Ở Fittstown và Stonewall, một số con đường đã bị cuốn trôi. Trong khoảng thời gian 12 giờ, 12,44 in (316 mm)     mưa rơi ở Fittstown; đây là lượng mưa lớn nhất được ghi nhận trong khoảng thời gian 12 giờ kể từ khi Oklahoma Mesonet được thành lập vào năm 1990. Tổng cộng, 10 con đường trong quận đã bị đóng cửa do bị cuốn trôi; chi phí để sửa chữa những con đường này ước tính khoảng 350.000 đô la (USD). Ngoài ra, các con đường ở một số quận khác đã bị đóng cửa và/hoặc bị cuốn trôi do lũ lụt nghiêm trọng, bao gồm cả Hoa Kỳ 77.
Ở Arkansas, 19-E gây ra lũ quét dẫn đến việc đóng cửa một số con đường. Hội chợ quận Đông Bắc Arkansas ở Jonesboro đã bị hủy do dự đoán lũ lụt nghiêm trọng. Gần 7 in (180 mm)     mưa rơi ở Hạt Searcy và White County. Lũ quét xảy ra do lượng mưa này đã đóng cửa một số tuyến đường. Những người phản ứng đầu tiên đã giúp các phương tiện miễn phí bị kẹt trong nước và đặt rào chắn ở những khu vực bị ảnh hưởng bởi lũ lụt.

## Hậu quả
Tại México, lũ lụt nghiêm trọng ở Sonora và Sinaloa đã thúc đẩy việc thực hiện nhiều kế hoạch thảm họa và các biện pháp an toàn. Ở Sinaloa, mức độ và mức độ nghiêm trọng của lũ lụt được truyền tải bởi công chúng thông qua việc sử dụng các nền tảng truyền thông xã hội. Vào ngày 27 tháng 9, các đô thị của Ahome, Culiacán, Angostura, Badiraguato, Choix, Guasave, El Fuerte, Mocorito, Sinaloa, Salvador Alvarado và Navolato đều được Chính phủ Mexico tuyên bố là khu vực thảm họa. Tại Culiacán, Đại học tự trị phương Tây và một phần của Đại học tự trị Sinaloa được chỉ định là nơi trú ẩn tạm thời cho những người bị ảnh hưởng bởi trầm cảm. Sau khi mức độ lũ lụt được biết đến, Kế hoạch Hàng hải đã được kích hoạt cho Baja California, Baja California Sur, Sonora và Sinaloa để giúp đỡ các nạn nhân của lũ lụt. Hơn nữa, Quân đội Mexico đã khởi xướng kế hoạch DN-3 cho các thảm họa thiên nhiên và triển khai khoảng 2.000 binh sĩ ở Sinaloa và Sonora để hỗ trợ các nỗ lực cứu trợ. Ở Sinaloa, bốn máy bay đã được gửi để hỗ trợ các nỗ lực dọn dẹp, ba đội tìm kiếm và cứu hộ đã được triển khai và hai máy bay trực thăng đã được sử dụng để vận chuyển đồ tiếp tế cho nạn nhân lũ lụt. Ngoài ra, 17 máy bay trực thăng đã được gửi để thực hiện trinh sát tại Sinora và các phương tiện vận chuyển. Thống đốc của Sinaloa, Quirino Ordaz Coppel, khuyến khích người dân đóng góp thực phẩm, nước và quần áo để hỗ trợ nỗ lực cứu trợ. Vài ngày sau đó, Quỹ quốc gia về thiên tai (Fonden) đã được kích hoạt để hỗ trợ chính quyền địa phương và khu vực ứng phó với lũ lụt. Ngoài ra, Macrosimulacro 2018, một cuộc tập trận sơ tán thảm họa trên toàn quốc, đã bị đình chỉ như một biện pháp phòng ngừa ở Sonora và Baja California Sur. Ở trạng thái sau, các thiết bị an toàn đã được thực hiện để ngăn chặn người dân vượt qua những dòng nước chảy xiết.
Tại Hoa Kỳ, lũ lụt nghiêm trọng ở Texas dẫn đến các nỗ lực của cả địa phương và liên bang được thiết lập để cung cấp viện trợ cho các nạn nhân. Vào ngày 28 tháng 9, Thống đốc Greg Abbott đã ban hành một tuyên bố thảm họa cho các Hạt Ellis, Sutton, Tarrant, Fannin và Uvalde để đối phó với thiệt hại tài sản lan rộng và nghiêm trọng do lũ lụt gây ra. Vào ngày 25 Tháng 2 năm 2019, Chủ tịch Donald Trump tuyên bố một số quận, bao gồm các quận bị ảnh hưởng bởi những tàn dư của 19-E từ ngày 20-21, một khu vực thảm họa lớn sau khi một loạt các cơn bão ảnh hưởng nhà nước từ ngày thông qua Tháng 11  Tại Hạt Sutton, Ngân hàng & Ủy thác và Quỹ Khu vực San Angelo đã thành lập các quỹ cứu trợ cho Sonora. Ngoài ra, Quỹ Y tế San Angelo đã quyên góp tổng cộng 250.000 đô la (USD) cho Quỹ cứu trợ lũ lụt Sonora cho thiệt hại do lũ lụt xảy ra vào ngày 21 tháng 9. Kết hợp với hơn 450 quyên góp và tài trợ khác, quỹ cứu trợ đạt tổng cộng khoảng 750.000 đô la (USD). Câu lạc bộ Lions International và các tổ chức tư nhân và tổ chức từ thiện khác cũng quyên góp đồ dùng và tiền cho nỗ lực cứu trợ. Các cơ quan nhà nước khác nhau đã đánh giá thiệt hại cho cơ sở hạ tầng và cũng cung cấp kinh phí để sửa chữa. Hơn nữa, những người Hồi giáo Texas đã lên kế hoạch cho nhiều buổi hòa nhạc để gây quỹ cứu trợ lũ lụt ở Sonora. Vài ngày sau trận lụt, đại diện Hội Chữ thập đỏ Hoa Kỳ đã đến để giúp hỗ trợ các nỗ lực phục hồi. Tại Tarrant County, đã có báo cáo rằng các tổ chức cứu trợ khác nhau đang cố gắng giúp đỡ với các nỗ lực dọn dẹp và phục hồi trong vùng ngoại ô Fort Worth của Everman. Thành phố đã thiết lập một trạm cứu trợ thiên tai để cung cấp hỗ trợ cho những người dân bị di dời vào ngày 22 tháng 9.